# Shōmen
Shōmen (jap. 正面, Vorder- / Frontseite) bezeichnet in Japan die Vorderseite eines Kampfkunst-Dōjō. Traditionell liegt das Shōmen dem Eingang des Ortes für das Training der Kampfkünste, z. B. eine Sporthalle, gegenüber. Ähnlich dem englischen Wort „face“ (Gesicht) hat Shōmen auch die Bedeutung Vorderseite des Kopfes / des Körpers.
Das Shōmen kann der Ehrenplatz des Raums (Kamiza 上座) sein und die Auflistung der Dōjōregeln oder Regeln für das Training der Kampfkünste (Dōjōkun jap. 道場訓) beherbergen. Es kann durch japanischen Schriftzeichen, ein Bildnis großer Meister oder, wie früher in Japan üblich, mit einer Urne mit der Asche der Gründer des Dōjōs geschmückt werden. Ab den 1920er-Jahren entstand in japanischen Dōjōs von Budō-Vereinen der Brauch einen kleinen shintoistischen Hausaltar (Kamidana) im Shomen aufzustellen.
Rei, der japanische Dankes- und Höflichkeitsausdruck, verlangt, dass dem Shomen beim Betreten, wie einer Person zur Begrüßung, eine Verneigung entgegengebracht wird. Neben der Verneigung beim Betreten und Verlassen des Dōjō kann auch zu Beginn einer jeden Trainingseinheit dem Shōmen, noch vor dem Sensei, mit einer Verbeugung im Sitzen (Rei) Respekt und Höflichkeit gezollt werden. Beides wird in Deutschland auch Angrüßen genannt. Dieses Rei hat an sich keine religiöse Bedeutung. Es sind Gesten der Höflichkeit: „Danke, dass ich hier üben darf.“
Die besonders traditionell orientierte Reishiki gibt sogar vor, mit welchem Fuß man sich dem Ehrenplatz „Kamiza“ zuerst nähern muss oder in welche Richtung man sich drehen muss, wenn man sich diesem zu- oder von diesem abwendet.